# 我是通道
《我是通道》是一部由史蒂芬·金於1971年所著的短篇小說，當時發佈在Cavalier雜誌上，後來收錄在短篇小說集《有時候，他們會回來》內。

## 故事簡介
亞瑟是一名退役太空人，就在某次的太空任務中，亞瑟因意外而導致下半身癱瘓，於是政府便將他安置在一座小鎮裡居住。
在小鎮定居後不久，亞瑟發現雙手上開始長出一隻隻眼睛，而他知道這是受到外星生物入侵而致，所以只好用布包著雙手，但後來外星生物開始能控制亞瑟的行動後，亞瑟只好選擇燒掉自己的雙手。
不過，就在7年後，那些外星生物的眼睛，卻又再度生長在他的胸前......

## 外部連結
- "I Am the Doorway" at StephenKing.com （页面存档备份，存于）
- 列在網路推理小說資料庫中的《我是通道》